# ケンタウルス座イプシロン星
ケンタウルス座ε星 (ε Cenaturi) は、太陽系から見てケンタウルス座の方向約427 光年の距離にある恒星で、2等星。見かけの等級2.30 等、スペクトル型B1IIIの青色巨星で。変光星としては、脈動変光星の分類の1つ「ケフェウス座β型変光星 (BCEP)」に分類されており、2.29 等から2.31 等の範囲を0.1694日の周期で変光している。